# إيميرك لابورت
إيميريك جان لويس جيرارد ألفونس لابورت (بالفرنسية: Aymeric Jean Louis Gérard Alphonse Laporte؛ مواليد 27 مايو 1994) هو لاعب كرة قدم محترف يلعب لنادي النصر في دوري المحترفين السعودي. ولد في فرنسا، ويلعب مع منتخب إسبانيا. وسبق له اللعب لأندية باسكونيا و‌أتلتيك بيلباو و‌مانشستر سيتي. يلعب لابورت بشكل رئيسي كقلب دفاع، ويمكنه أيضًا اللعب كظهير أيسر
بعد انضمامه إلى أتلتيك بيلباو في عام 2010 في سن السادسة عشر، أصبح اللاعب ثاني لاعب فرنسي في تاريخ النادي بعد بيسنتي ليزارازو،  ولعب 220 مباراة رسمية مع النادي وسجل عشرة أهداف. في يناير 2018، وقع مع نادي مانشستر سيتي. كان جزءًا من الفريق الذي فاز بأول ثلاثية محلية في كرة القدم الإنجليزية في عام 2019.
خاض لابورت 51 مباراة دولية مع منتخب فرنسا في الفئات السنية، على الرغم من أنه لم يسبق له أن مثل المنتخبات الرئيسية، وحصل على الجنسية الإسبانية مؤخّرًا.

## مسيرته الكروية

### أتلتيك بيلباو
ولد في أجان، آكيتين بدأ لابورت لعب كرة القدم والرغبي في سن الخامسة، وبدأ في التطور مع نادي أجان. في عام 2009 تم إستدعاه للانضمام إلى أتلتيك بيلباو مما دفع الناس والإعلام للنقاش حول ما إذا كان توقيعه يستوفي معايير سياسة النادي والتي تلتزم بالتوقيع مع اللاعبين الباسكيون فقط ولابورتي لديه روابط ضعيفة بمنطقة الباسك؛ بالاتفاق مع النادي، قضى موسما مع نادي بايون،  لأنه كان صغيرا جدا للعب خارج فرنسا في ذلك الوقت.
وصل لابورت إلى بلباو رسميا في عام 2010، ولعب مع نادي باسكونيا والفريق الإحتياطي. في 28 نوفمبر 2012 لعب أول مباراة له مع الفريق الأول، ولعب 90 دقيقة كاملة في مباراة الفوز 2–0 ضد هبوعيل إيروني كريات شمونة في الدوري الأوروبي.
قام لابورت لعب أول مباراة له في الدوري الإسباني في 9 ديسمبر 2012، ولعب دقيقة واحدة فقط في مباراة الفوز 1–0 على سلتا فيغو. في الأسبوع التالي تم إدراجه في قائمة التشكيلة الأساسية من قبل المدرب مارسيلو بيلسا، مما ساعد الأسود للفوز بنفس النتيجة على مايوركا، وتمت ترقيته بالتأكيد إلى الفريق الأول بعد فترة وجيزة، وتم تجديد عقده حتى عام 2015؛ في 14 يناير 2013، تم إعطاءه القميص رقم 4 الذي كان يرتديه سابقا إوستاريتز،  وفي أواخر الشهر جدد عقده، حتى عام 2016، وبقيمة فسخ عقد قدرها 27.5 مليون يورو.
أصبح لابورت غير قابل للمس تحت قيادة مدربه الجديد إرنستو فالفيردي، كما يلعب في مركز الظهير الايسر في بعض الأحيان. وسجل هدفه الأول كلاعب محترف في 28 أكتوبر 2013، ضد خيتافي. في نهاية الموسم، تم اختياره بالتصويت ليكون ضمن فريق الموسم في الدوري الاسباني من قبل صحفيين الدوري الاسباني المحترفين.
في يونيو 2015، مدد لابورت عقده حتى عام 2019 مع شرط جزائي قدره 50 مليون يورو. بعد أن خسر نهائي كأس ملك إسبانيا ضد برشلونة، لعب مباراتي الذهاب والإياب في بطولة كأس السوبر ضد اضد نفس الخصم، ليتوج النادي بأول لقب منذ 31 سنة.
وفي 13 يونيو 2016، جدد لابورت عقده حتى عام 2020، حيث ارتفعت قيمة فسخ عقده إلى 65 مليون يورو.

### مانشستر سيتي
قرب نهاية فترة الانتقالات الشتوية في يناير 2018، وقع لابورت مع مانشستر سيتي مقابل 57 مليون£ (مبلغ فسخ عقده). وحصل على رقم 14، في حين أن أتلتيك بيلباو أنفق نصف المبلغ بجلب إينيغو مارتينيز كبديل له.

#### موسم 2017–18
شارك في أول مباراة له بالدوري في اليوم التالي، حيث فاز السيتي 3–0 على أرضه ضد وست بروميتش ألبيون.
وخاض 13 مباراة على مدار الموسم مع السيتي، مما ساعدهم للوصول إلى 100 نقطة غير مسبوقة في موسم واحد من الدوري الإنجليزي الممتاز. لعب ما مجموعه تسع مباريات في الدوري مما يعني أنه كان مؤهلا للفوز بميدالية.

#### موسم 2018–19
سجل لابورت هدفه الأول مع السيتي في 25 أغسطس 2018، حيث تعادل ضد وولفرهامبتون واندررز 1–1 خارج أرضه. لعب 51 مباراة خلال موسم 2018–19 حيث أكمل النادي أول ثلاثية محلية في تاريخ كرة القدم الإنجليزية (الدوري الإنجليزي، كأس الاتحاد الإنجليزي، كأس الرابطة، بالإضافة إلى درع الاتحاد الإنجليزي). سجل خمسة أهداف طوال الموسم، بما في ذلك هدف مهم في اليوم الأخير من موسم الدوري الإنجليزي الممتاز حيث انتصر السيتي على برايتون أند هوف ألبيون ليحصد لقب الدوري الثاني على التوالي والثاني في مسيرة لابورت. إجمالاً لعب ما مجموعه 4352 دقيقة.

#### موسم 2019–20
في 31 أغسطس 2019، تعرض لابورت لإصابة في ركبته اليمنى، مما أدى إلى نقله على نقالة. خضع لعملية جراحية في سبتمبر 2019.

#### موسم 2020–21
كان لابورت لاعبًا أساسيًّا لمانشستر سيتي بعد عودته من الإصابة خلال موسم 2019–20 وخلال بداية موسم 2020–21 حتى قدم أداء سيئا في الهزيمة 2–0 أمام توتنهام هوتسبير في 21 نوفمبر 2020. حل جون ستونز محل لابورت في مركز الدفاع وشكل شراكة هائلة مع الوافد الجديد روبن دياز في غياب لابورت عن التشكيلة الأساسية. في 25 أبريل 2021، سجل لابورت الهدف الوحيد في المباراة حيث فاز السيتي على توتنهام ليفوز بكأس الرابطة للمرة الرابعة على التوالي.

## مسيرته الدولية
مثّل لابورت فرنسا في جميع الفئات السنية تحت 17 سنة، تحت 18 سنة، تحت 19 سنة، وتحت 21 سنة،  وكان القائد في جميع الفئات. وكان جزءا من منتخب تحت 19 سنة الذي حصل على المركز الثاني ضد صربيا في بطولة أوروبا تحت 19 سنة 2013 في ليتوانيا، وتم اختياره في فريق البطولة.
في 24 مارس 2016، في تصفيات بطولة أوروبا تحت 21 سنة 2017 ضد اسكتلندا في أنجيه، وتلقى إصابه كسر وخلع في الشظية اليمنى والكاحل، ليختتم موسمه قبل الأوان. في وقت سابق، في أكتوبر 2015، ذكر أنه قال إنه سينظر في تمثيل إسبانيا إذا رفضته فرنسا للعب في بطولة أمم أوروبا 2016.
في أغسطس 2016، بناء على طلب من المدرب الوطني الجديد جولين لوبتيغوي، بدأ لابورت عملية جعل نفسه مؤهلا للعب مع إسبانيا. وبعد شهر، تم استدعائه إلى منتخب فرنسا لتصفيات كأس العالم لكرة القدم 2018 ضد بلغاريا وهولندا في أكتوبر،  وقال إنه قرر عدم التقدم بطلب للحصول على الجنسية الإسبانية بهدف استمراره للعب المتواصل مع فرنسا. ولم يشارك في أي مباراة.
في أغسطس 2019، تم استدعاؤه لمباريات فرنسا المؤهلة لتصفيات بطولة أمم أوروبا 2020 ضد ألبانيا وأندورا؛ ولكن بعد يومين فقط أصيب أثناء اللعب مع ناديه وتم استبعاده.
في مايو 2021، منح مجلس الوزراء الإسباني الجنسية الإسبانية للابورتي، بعد عملية بدأها نيابة عنه الاتحاد الملكي الإسباني لكرة القدم. تسمح له الجنسية الإسبانية باللعب مع إسبانيا في بطولة بطولة أمم أوروبا 2020 القادمة. كان لابورت قد قال سابقًا أن «اللعب لإسبانيا أمر غير وارد» وأنه لن يتقدم بطلب للحصول على جنسية مزدوجة.

## أسلوب لعبه
وصف صحفي كرة القدم الإسباني جيليم بالاجوي لابورت بأنه «قلب دفاع يمكنه اللعب من الخلف وقوي»، مضيفًا «إنه بالتأكيد مدافع قوي».

## حياته الشخصية
شقيقه ليو لابورت هو أيضًا لاعب كرة قدم يلعب في ديبورتيفو ألافيس.
لابورت يتحدّث الفرنسية،  والإسبانية،  والإنجليزية.

## الإحصائيات

### النادي
آخر تحديث 8 مايو 2021.
| النادي          | الموسم   | الدوري                         | الدوري | الدوري  | الكأس  | الكأس   | كأس الرابطة | كأس الرابطة | أوروبا | أوروبا  | أخرى   | أخرى    | المجموع | المجموع |
| النادي          | الموسم   | الدرجة                         | الظهور | الأهداف | الظهور | الأهداف | الظهور      | الأهداف     | الظهور | الأهداف | الظهور | الأهداف | الظهور  | الأهداف |
| --------------- | -------- | ------------------------------ | ------ | ------- | ------ | ------- | ----------- | ----------- | ------ | ------- | ------ | ------- | ------- | ------- |
| باسكونيا        | 2011–12  | الدوري الإسباني الدرجة الثالثة | 33     | 2       | —      | —       | —           | —           | —      | —       | —      | —       | 33      | 2       |
| أتلتيك بيلباو ب | 2012–13  | الدوري الإسباني الدرجة الثانية | 8      | 0       | —      | —       | —           | —           | —      | —       | 0      | 0       | 8       | 0       |
| أتلتيك بيلباو   | 2012–13  | الدوري الإسباني                | 15     | 0       | 0      | 0       | —           | —           | 2      | 0       | —      | —       | 17      | 0       |
| أتلتيك بيلباو   | 2013–14  | الدوري الإسباني                | 35     | 2       | 3      | 0       | —           | —           | —      | —       | —      | —       | 38      | 2       |
| أتلتيك بيلباو   | 2014–15  | الدوري الإسباني                | 33     | 0       | 7      | 0       | —           | —           | 9      | 0       | —      | —       | 49      | 0       |
| أتلتيك بيلباو   | 2015–16  | الدوري الإسباني                | 26     | 3       | 5      | 2       | —           | —           | 12     | 0       | 2      | 0       | 45      | 5       |
| أتلتيك بيلباو   | 2016–17  | الدوري الإسباني                | 33     | 2       | 4      | 0       | —           | —           | 6      | 0       | —      | —       | 43      | 2       |
| أتلتيك بيلباو   | 2017–18  | الدوري الإسباني                | 19     | 0       | 1      | 0       | —           | —           | 10     | 1       | —      | —       | 30      | 1       |
| أتلتيك بيلباو   | المجموع  | المجموع                        | 161    | 7       | 20     | 2       | —           | —           | 39     | 1       | 2      | 0       | 222     | 10      |
| مانشستر سيتي    | 2017–18  | الدوري الإنجليزي الممتاز       | 9      | 0       | 1      | 0       | 0           | 0           | 3      | 0       | —      | —       | 13      | 0       |
| مانشستر سيتي    | 2018–19  | الدوري الإنجليزي الممتاز       | 35     | 3       | 4      | 0       | 1           | 0           | 10     | 2       | 1      | 0       | 51      | 5       |
| مانشستر سيتي    | 2019–20  | الدوري الإنجليزي الممتاز       | 15     | 1       | 2      | 0       | 0           | 0           | 3      | 0       | 0      | 0       | 20      | 1       |
| مانشستر سيتي    | 2020–21  | الدوري الإنجليزي الممتاز       | 16     | 0       | 4      | 0       | 3           | 2           | 4      | 0       | —      | —       | 27      | 2       |
| مانشستر سيتي    | المجموع  | المجموع                        | 75     | 4       | 11     | 0       | 4           | 2           | 20     | 2       | 1      | 0       | 111     | 8       |
| الإجمالي        | الإجمالي | الإجمالي                       | 277    | 13      | 31     | 2       | 4           | 2           | 59     | 3       | 3      | 0       | 374     | 20      |

1. ↑  جميع المباريات في كأس ملك إسبانيا وكأس الاتحاد الإنجليزي
2. 1 2 3 4  المباريات في الدوري الأوروبي
3. ↑  سبع مباريات في دوري أبطال أوروبا، مباراتين في الدوري الأوروبي
4. ↑  المباريات في كأس السوبر الإسباني
5. 1 2 3 4  المباريات في دوري أبطال أوروبا
6. ↑  المباريات في درع الاتحاد الإنجليزي

## الإنجازات
أتلتيك بيلباو
- كأس السوبر الإسباني: 2015[59]

مانشستر سيتي
- الدوري الإنجليزي الممتاز: 2017–18، 2018–19، 2020–21، 2021–22، 2022–23[60]
- كأس الاتحاد الإنجليزي: 2018–19، 2022–23[28]
- كأس رابطة الأندية الإنجليزية المحترفة: 2017–18،[61] 2018–19،[62] 2020–21[63]
- درع الاتحاد الإنجليزي: 2018، 2019[64]
- دوري أبطال أوروبا: 2022–23[65]
- كأس السوبر الأوروبي: 2023[66]

إسبانيا
بطولة أمم أوروبا: 2024
- دوري الأمم الأوروبية: 2022–23

فرنسا تحت 19
- بطولة أوروبا تحت 19 سنة الوصيف: 2013[67]

الفردية
- بطولة أوروبا تحت 19 سنة فريق البطولة: 2013[36]
- فريق العام في الدوري الاسباني: 2013–14[19][20]
- فريق العام من اتحاد لاعبي كرة القدم المحترفين: الدوري الإنجليزي 2018–19[68]
- فيفبرو مُرشح: 2019 (المدافع السابع عشر)[69]

## وصلات خارجية
- إيميرك لابورت على موقع الاتحاد الدولي (مؤرشف)  (الإنجليزية)
- إيميرك لابورت على موقع الاتحاد الأوربي (الإنجليزية)
- إيميرك لابورت على موقع إي إس بي إن إف سي (الإنجليزية)
- إيميرك لابورت على موقع قاعدة بيانات كرة القدم.إي يو (الإنجليزية)
- إيميرك لابورت على موقع ليكيب (الفرنسية)
- إيميرك لابورت على موقع ناشيونال فوتبول تيمز (الإنجليزية)
- إيميرك لابورت على موقع Soccerbase.com (لاعب) (الإنجليزية)
- إيميرك لابورت على موقع Soccerway.com (الإنجليزية)
- إيميرك لابورت على موقع عالم كرة القدم.نت (الإنجليزية)
- إيميرك لابورت على موقع كووورة
- الملف الشخصي على موقع الاتحاد الفرنسي لكرة القدم (بالفرنسية)
- إيميرك لابورت – سجل منافسات اليويفا